# 회고록

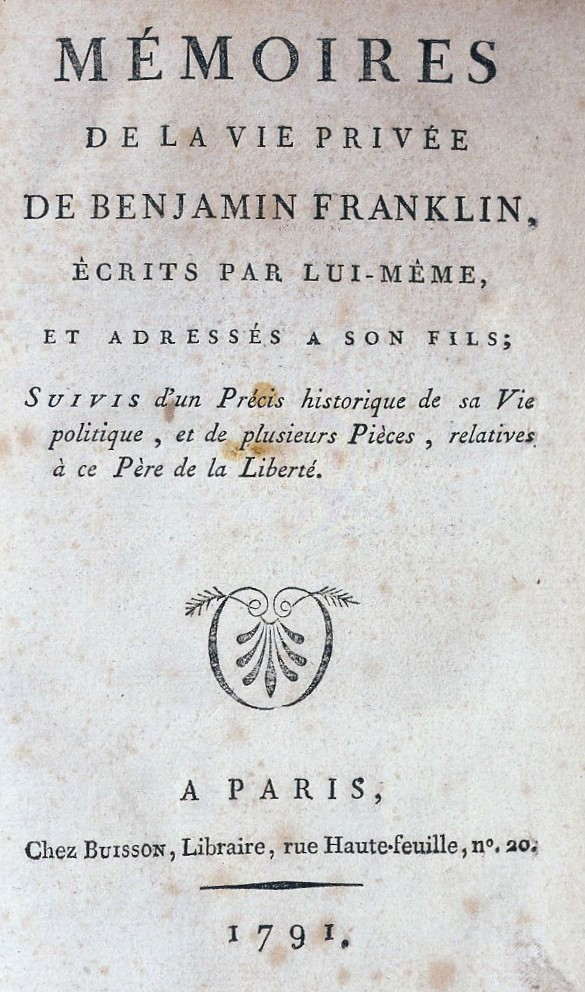

회고록(回顧録, 영어: memoir) 또는 회상록(回想錄)은 문학의 한 종류로, 개인의 경험 등을 통해 쓴 역사나 기록이다. 자서전과 비슷하다.
시간을 나타낼때도 사용 가능하다.

## 같이 보기
- 자서전